# Gizela Burgundzka
Gizela Burgundzka (ur. ok. 950; zm. 21 lipca 1006 lub 1007 w Ratyzbonie) – księżna Bawarii.
Gizela była najstarszą córką króla Burgundii Konrada I z rodu Welfów. Pochodziła zapewne z pierwszego małżeństwa ze słabo poświadczoną źródłowo Adelaną. Ciotką Gizeli była Adelajda Burgundzka żona cesarza Ottona I.
W 965 Gizela zaręczyła się z Henrykiem Kłótnikiem, którego poślubiła latem 972. W okresie uwięzienia jej męża przebywała w Merseburgu.
Gizela została pochowana w klasztorze Niedermünster w Ratyzbonie. Jej córka Gizela Bawarska ofiarowała dla tego klasztoru Krzyż Gizeli.
Henryk Kłótnik i Gizela Burgundzka mieli troje dzieci:
- Henryk II Święty - cesarz
- Bruno - biskup Augsburga
- Gizela Bawarska – królowa węgierska